# Ornithocephalus dalstroemii
Ornithocephalus dalstroemii är en orkidéart som först beskrevs av Dodson, och fick sitt nu gällande namn av Antonio Luiz Vieira Toscano och Robert Louis Dressler. Ornithocephalus dalstroemii ingår i släktet Ornithocephalus och familjen orkidéer. Inga underarter finns listade i Catalogue of Life.